# Реккен
Реккен (нід. Rekken) — село в нідерландській провінції Гелдерланд, на кордоні з Німеччиною. Входить до муніципалітету Беркелланд.

## Галерея

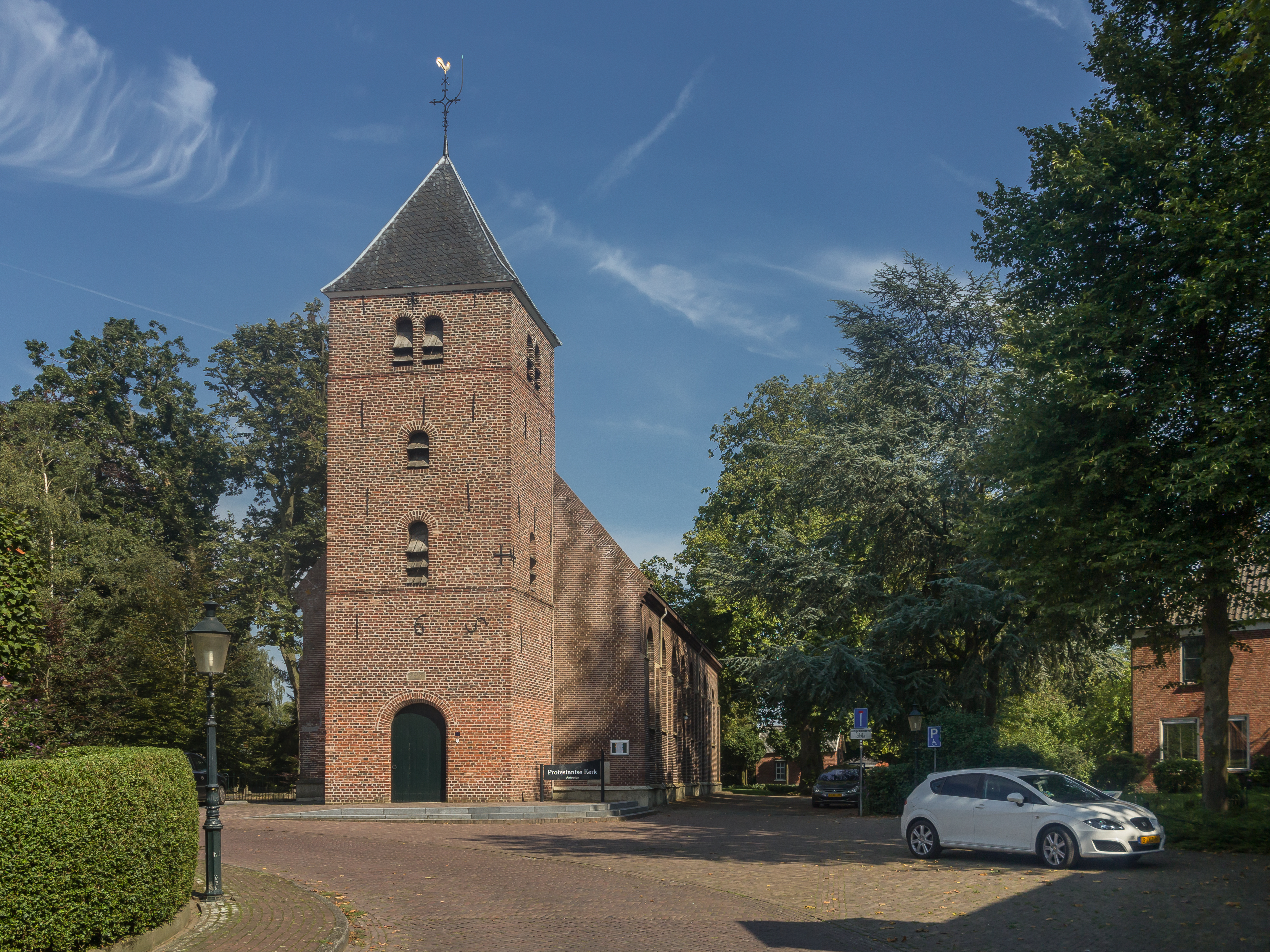
Церква св. Антоніуса
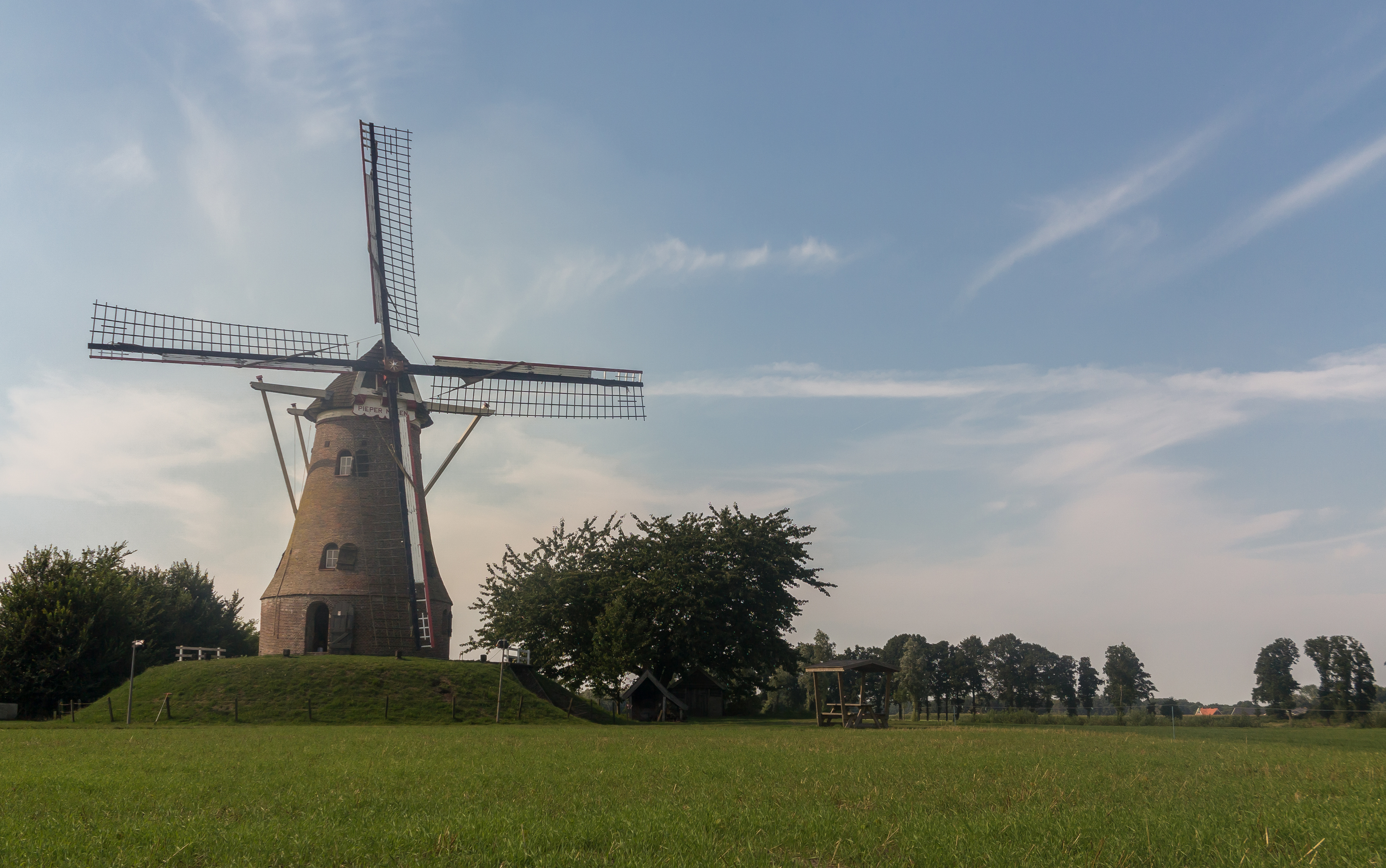
Вітряк